# Dick Purcell
Dick Purcell est un acteur américain né le 6 août 1908 à Greenwich, dans le Connecticut (États-Unis), mort le 10 août 1944 à Hollywood, en Californie.

## Biographie
Né à Greenwich, il a fait ses études primaires et secondaires à l'école catholique avant de devenir étudiant à l'université Fordham dans le Bronx. Il part ensuite pour New York afin de commencer une carrière d'acteur sur les planches de Broadway. Parmi ses premières apparitions dans des pièces, citons notamment Men in White en 1933 au Broadhurst Theatre mais aussi Les Sentiers de la gloire. Il est remarqué par la critique. Il est aussitôt choisi pour un petit rôle dans le film Brumes en 1936 aux côtés de James Cagney. Il obtiendra pour son second long métrage Man Hunt toujours en 1936 un rôle plus important. Cette année, il apparaît dans onze films au total. Le début d'une carrière riche en rôles divers. En août 1944, alors que le serial Captain America n'est pas encore diffusé en salles, il décède d'une crise cardiaque à l'âge de 36 ans dans les vestiaires du Country Club de Los Angeles après avoir fait une partie de golf. Le film connaîtra un immense succès.

## Filmographie

### (1936)
- Brumes (Celling Zone) d'Howard Hawks : Smiley
- Man Hunt de William Clemens : Skip McHenry
- Brides Are Like That de William C. McGann : docteur Randolph Jenkins
- Times Square Playboy de William C. McGann : Wally Calhoun
- The Law in Her Hands de William Clemens : Marty
- Guerre au crime (Bullets or Ballots) de William Keighley : Ed Driscoll
- La femme de l'ennemi public (Public Enemy's Wife) de Nick Grinde : Louie
- Bengal Tiger de Louis King : Nick DeLargo
- Jailbreak de Nick Grinde : Ed Slayden
- L'Affaire des griffes de velours (The Case of the Velvet Claws) de William Clemens : Crandal
- The Captain's Kid de Nick Grinde : George Chester
- King of Hockey de Noel M. Smith : Gabby Dugan

### (1937)
- Navy Blues de Ralph Staub : Russell J. Gibbs
- Men in Exile de John Farrow : Jimmy Carmody
- Melody for two de Louis King : Mel Lynch
- Rivalité (Slim) de Ray Enright : Tom
- Public Wedding de Nick Grinde : Joe Taylor
- Reported Missing de Milton Carruth : Paul Wayne
- Wine, Women and Horses de Louis King : George Mayhew
- L'Île du diable (Alcatraz Island), de William C. McGann : Santell
- Missing Witnesses de William Clemens : Regan

### (1938)
- The Daredevil Drivers de B. Reeves Eason : Bill Foster
- Over the Wall de Frank McDonald : Ace Scanlon
- Accidents Will Happen de William Clemens : Jim Faber
- Flight Into Nowhere de Lewis D. Collins : Bill Kellogg
- Air Devils (en) de John Rawlins : Percy Harrington
- Mystery House de Noel M. Smith : Lance O'Leary
- Penrod's Double Trouble de Lewis Seiler : Tex Boyden
- La Vallée des géants (Valley of the Giants) de William Keighley : Creel
- Garden of the Moon de Busby Berkeley : Rick Fulton
- Broadway Musketeers de John Farrow : Vincent Morrell
- Nancy Drew... Detective de William Clemens : Keiffer
- Tough Kid de Howard Bretherton : Red Murphy

### (1939)
- Blackwell's Island de William C. McGann et Michael Curtiz : Terry Walsh
- Streets of New York de William Nigh : Keenan
- Irish Luck de Howard Bretherton : Steve Lanahan
- Heroes in Blue de William Watson : Terry Murphy

### (1940)
- Outside the Three-Mile Limit de Lewis D. Collins : Agent Melvin Pierce
- L'Île des amours de Robert Z. Leonard : Alexander
- Private Affairs d'Albert S. Rogell : Dick Cartwright
- 1940 : Éveille-toi mon amour (Arise, my love) de Mitchell Leisen : Pink
- Mines de rien (The Bank Dick) d'Edward F. Cline : Mackley Q. Greene
- L'Appel des ailes (Flight Command) de Frank Borzage : Lieutenant Payne

### (1941)
- Le Roi des zombies (King of the zombies) de Jean Yarbrough : James McCarthy
- Two in a Taxi de Robert Florey : Bill Gratton
- Bullets for O'Hara (en) de William K. Howard : Wicks
- The Pittsburgh Kid de Jack Townley : Cliff Halliday
- Espions volants (Flying Blind) réalisé par Frank McDonald : Bob Fuller
- No Hands on the Clock de Frank McDonald : Red Harris

### (1942)
- Torpedo Boat de John Rawlins : Ralph Andrews
- Sacramento de William C. McGann : Joe Dawson
- I Live on Danger de Sam White : Norm Thompson
- The Old Homestead (en)  de Frank McDonald : Scarf Lennin
- Phantom Killer de William Beaudine : Edward Arlington Clark
- X Marks the Spot de George Sherman : lieutenant William Decker

### (1943)
- Reveille with Beverly de Charles Barton : Andy Adams
- No Place for a Lady de James Patrick Hogan : Rand Brooke
- Idaho (en) de Joseph Kane : Duke Springer
- Aerial Gunner de William H. Pine : Soldat Blaine
- High Explosive de Frank McDonald : Dave
- The Mystery of the 13th Guest de William Beaudine : Johnny Smith

### (1944)
- Timber Queen de Frank McDonald : Milt holmes
- Captain America d'Elmer Clifton et John English : Grant Gardner / Captain America
- Trocadero de William Nigh : Spike Nelson
- Leave it to the Irish de William Beaudine : Pat Burke